# Ла-Джоя (Нью-Мексико)
Ла-Джоя (англ. La Joya) — переписна місцевість (CDP) в США, в окрузі Сокорро штату Нью-Мексико. Населення — 80 осіб (2020).

## Географія
Ла-Джоя розташована за координатами 34°20′42″ пн. ш. 106°50′48″ зх. д. / 34.34500° пн. ш. 106.84667° зх. д. (34.344930, -106.846681).  За даними Бюро перепису населення США в 2010 році переписна місцевість мала площу 2,43 км², уся площа — суходіл.

## Демографія
Згідно з переписом 2010 року, у переписній місцевості мешкали 82 особи в 38 домогосподарствах у складі 26 родин. Густота населення становила 34 особи/км².  Було 47 помешкань (19/км²).
Расовий склад населення:
| - 90,2 % — білих - 7,3 % — осіб інших рас |

До двох чи більше рас належало 2,4 %. Частка іспаномовних становила 67,1 % від усіх жителів.
За віковим діапазоном населення розподілялося таким чином: 8,5 % — особи молодші 18 років, 63,5 % — особи у віці 18—64 років, 28,0 % — особи у віці 65 років та старші. Медіана віку мешканця становила 52,0 року. На 100 осіб жіночої статі у переписній місцевості припадало 95,2 чоловіків;  на 100 жінок у віці від 18 років та старших — 108,3 чоловіків також старших 18 років.
Цивільне працевлаштоване населення становило 0 осіб. 